# Norrbottenskvarten
Norrbottenskvarten var ett svenskt radioprogram som sändes lokalt i Norrbottens län från mars 1959.
Sveriges Radio gjorde under slutet av 1950-talet en del satsningar på regionala radiosändningar. 1958 hade man börjat sända Land och stad över fyra olika områden en gång i veckan, vilket dock inte ansågs fungera då områdena var alltför stora.
Norrbottenskvarten blev däremot mer framgångsrik. Programmet sändes alla vardagar i P2 under en kvart. Bland programmets reportrar fanns Göran Byttner, Eric Forsgren, Birgitta Erixon och Åke Strömmer. Programmet blev tämligen populärt; i en undersökning från 1963 uppgav 75 procent av publiken att de lyssnade flera gånger i veckan och 40 procent att de lyssnade varje vardag.
Inledningsvis fick resten av landet ett riksprogram när Norrbottenskvarten sändes, men 1960-1963 startade liknande program i andra regioner:
- Länet runt (Västerbotten)
- XYZ-kvarten
- Värmlandskvarten
- Mellankvarten
- Stockholmsnytt
- Östkvarten
- Gotlandskvarten
- Västkvarten
- Smålandskvarten
- Sydkvarten

Luleå och de andra sändningsorterna fick senare mer sändningstid, men namnet Norrbottenskvarten levde kvar till 1977 när Radio Norrbotten startade.
Bland övriga personer som arbetat med Norrbottenskvarten finns K.-G. Bergström som inledde sin journalistkarriär som frilansande radioreporter i Norrbotten.

## Källhänvisningar
1. ↑  Hadenius, Stig (1998). Kampen om monopolet. Stiftelsen Etermedierna i Sverige. sid. 195-196. Arkiverad från originalet den 4 augusti 2015. https://web.archive.org/web/20150804051918/http://webbshop.ur.se/Content/Images/uploaded/download/Kampen_om_monopolet.pdf. Läst 4 september 2016 Arkiverad 4 augusti 2015 hämtat från the Wayback Machine.
2. ↑   Radions och televisionens framtid i Sverige 1960 års radioutredning. SOU 1965:20. 1965. sid. 132. http://weburn.kb.se/sou/235/urn-nbn-se-kb-digark-2349282.pdf
3. ↑  http://www.nsd.se/familj/kgb-pensionerar-sig-inte-5483699.aspx